# Cassagnaua hongkongensis
Genre
Synonymes
- Pectinura Cassagnau, 1983 nec Forbes, 1843

Espèce
Synonymes
- Womersleya hongkongensis Yosii, 1976
- Pectinura hongkongensis (Yosii, 1976)

Cassagnaua hongkongensis, unique représentant du genre Cassagnaua, est une espèce de collemboles de la famille des Neanuridae.

## Distribution
Cette espèce est endémique de Chine. Elle se rencontre vers Hong Kong.

## Étymologie
Son nom d'espèce, composé de hongkong et du suffixe latin -ensis, « qui vit dans, qui habite », lui a été donné en référence au lieu de sa découverte, Hong Kong.
Ce genre est nommé en l'honneur de Paul Cassagnau.

## Publications originales
- Yosii, 1976 : On some Neanurid Collembola of South-East Asia. Nature and Life in Southeast Asia, vol. 7, p. 257-299
- Özdikmen, 2009 : A substitute name for a preoccupied genus of springtails (Collembola). Munis Entomology & Zoology, vol. 4, no 1, p. 293-294 (texte intégral).
- Cassagnau, 1983 : Un nouveau modele phylogenetique chez les collemboles Neanurinae. Nouvelle Revue d'Entomologie, vol. 13, no 1, p. 3-27.